# Мали холандски пас за лов птица на води
Холандски кокер (Kooikerhondje) је мала раса шпанијела и, као што му име каже, поријеклом је из Холандије. Првенствено се користио као радни пас, најчешће у лову на патке. Ови су пси постали популарни у 17 и 18 вијеку, када се појављују на сликама великих умјетника попут Рембранта.

## Изглед
Силуета овог пса је живахна са главом која се високо носи. Просјечна висина (до гребена) ове расе је између 35 и 40 центиметара. Тијело је скоро квадратног облика, мало је дуже. Имају дуге, објешене уши које су мјештене уз главу. Изложбени примјерци ове расе имају црне врхове ушију и бијеле репове. Лобања и њушка су, као код већине шпанијела, скоро исте дужине.

## Темперамент
Холандски кокери су интелигентни, опрезни, агилни пси добре нарави. Ипак, могу бити веома територијални и сигурно ће лајати на непознате. Добри су пливачи и лако се навикавају на све врсте и нивое тренинга и вјежби.

## Здравље
Ова раса се због великог апетита има тенденцију дебљања и на ово се мора пазити. Генетска база ове расе је веома мала, па се могу појавити насљедне болести.

## Историја
Послије почетне популарности, као пса за лов, послије Другог свјетског рата раса је скоро изумрла. Најзаслужнија за њихов опстанак је баронеса van Hardenbroek. Привремени стандард за ову расу је направљен 1966. године, док је званично призната од стране Холандског кинолошког савеза 1971. Од тада се ова раса шири и признаје као раса и у другим земљама, иако је и даље непозната и непризната у два највећа у Америци и Канади.